# Flughafen Damaskus

i7
i11
i13
Der Flughafen Damaskus (arabisch مطار دمشق الدولي, DMG Maṭār Dimašq ad-Dawlī, IATA-Code: DAM, ICAO-Code: OSDI) ist ein internationaler Flughafen bei Damaskus, der Hauptstadt von Syrien. Der Flughafen verfügt neben dem zivilen auch über einen militärisch genutzten Bereich. Der Flughafen wurde 1973 eröffnet und ist der verkehrsreichste der drei internationalen Flughäfen Syriens. Im Jahr 2000 verzeichnete der Flughafen bei 24.500 Starts und Landungen ein Aufkommen von 1,7 Millionen Passagieren. Im Jahr 2004 wurde der Flughafen von 3,2 Millionen Passagieren genutzt. Im Zuge des im Jahr 2011 begonnenen Bürgerkriegs in Syrien wurden viele Flüge nach Damaskus eingestellt, sodass die Bevölkerung der Stadt weitestgehend vom internationalen Luftverkehr abgeschnitten ist.

## Geschichte
Im Dezember 2012 wurde der Flughafen Damaskus im Zuge des Bürgerkriegs in Syrien geschlossen. Bereits zuvor hatten die meisten Gesellschaften den Flugbetrieb nach Damaskus eingestellt. Syrian Arab Airlines flog 2013 und 2014 als de facto einzige Fluglinie weiterhin unregelmäßig Damaskus an. Der meiste Flugverkehr weicht auf den Flughafen Beirut aus. Seither fanden Linienflüge in den arabischen Raum statt, die unter anderem von Cham Wings Airlines, FlyDamas und Syrian Arab Airlines durchgeführt wurden. Die Hauptziele waren Bagdad, Basra, Riad, Kuwait, Doha, Dschedda, Abu Dhabi und Teheran.
Am 10. Juni 2022 wurde der Flughafen Damaskus bei einem israelischen Luftangriff schwer beschädigt. Dieser Luftangriff verkürzte die Länge der Landebahn erheblich und verhindert die Landung großer Flugzeuge. Zuvor hatte Israel mehrfach andere Teile einer Start- und Landebahn bei Raketenangriffen beschädigt. Der israelische Satellitennachrichtendienst ImageSat International (ISI) und Maxar Technologies veröffentlichten Bilder, die die Schäden an den Start- und Landebahnen nach dem Luftangriff zeigten. ISI erklärte, die Angriffe hätten den Betrieb auf beiden Start- und Landebahnen des Flughafens „vollständig lahmgelegt“. Jede Landebahn wurde dreimal getroffen. Das russische Außenministerium verurteilte die „bösartige Praxis“ der israelischen Angriffe auf zivile Infrastrukturen, die „provokativ“ seien und „gegen die grundlegenden Normen des Völkerrechts“ verstießen.
Nach der erfolgreichen Rebellenoffensive in Syrien 2024 wurde am 18. Dezember 2024 der Flugverkehr durch einen Flug mit 32 Passagieren nach Aleppo wieder aufgenommen.

## Kapazität
Der Flughafen verfügte vor dem Bürgerkrieg über eine Kapazität von 1,8 Millionen Fluggästen pro Jahr. Es bestanden  Planungen und Verhandlungen mit französischen Unternehmen, den Flughafen zu modernisieren und zu erweitern. Bis 2014 sollte die Kapazität auf 5 Millionen und bis 2020 auf 10 Millionen Passagiere erhöht werden, was aber aufgrund des Bürgerkriegs nicht in diesem Zeitrahmen realisiert werden konnte.

## Lage
Die Entfernung von der Stadtmitte am Vorort Dscharamana vorbei zum östlich gelegenen Flughafen beträgt rund 30 Kilometer. Staatliche Shuttlebusse verkehren regelmäßig ab Baramka im Zentrum der Neustadt.

## Infrastruktur

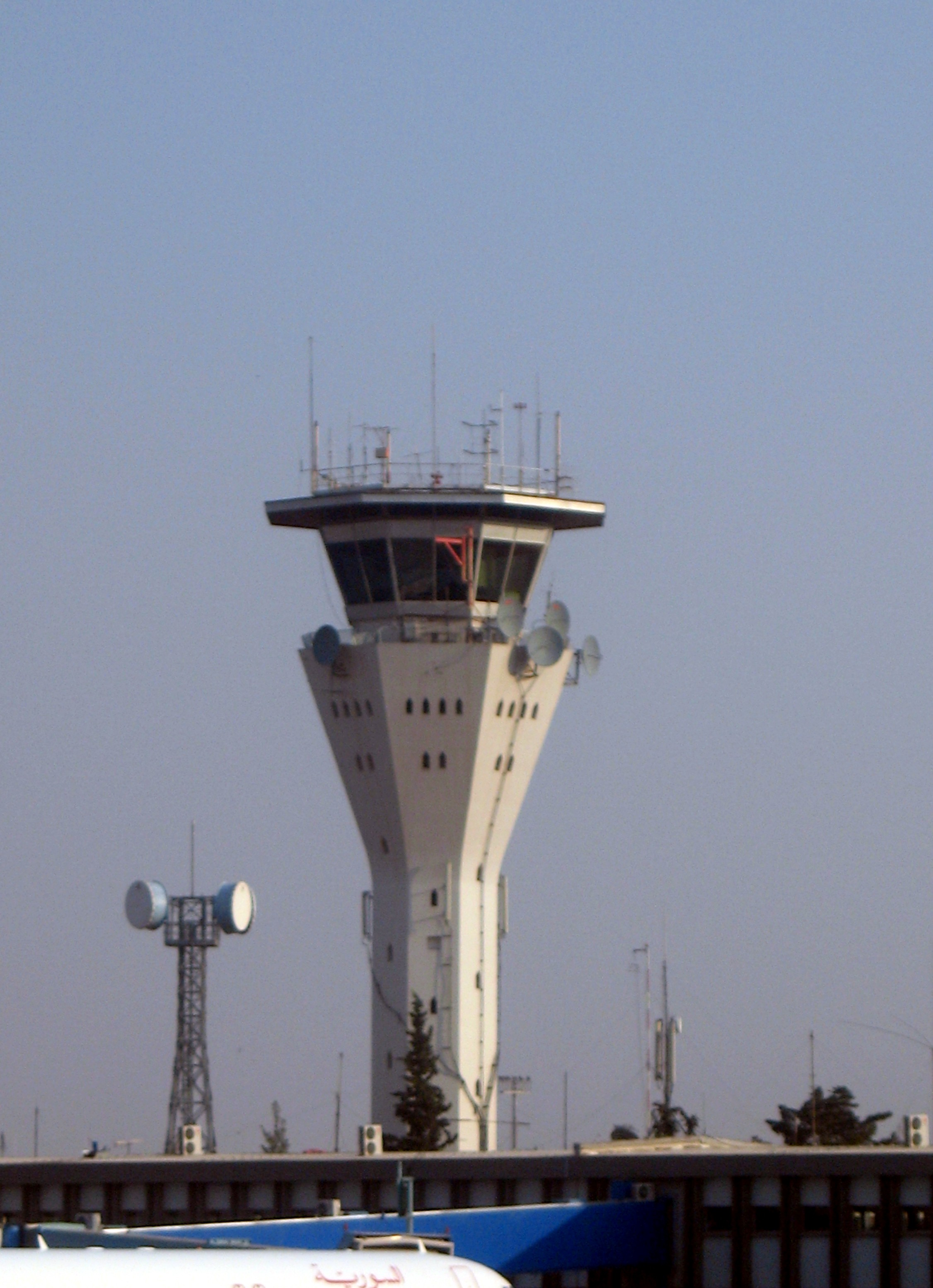
Der Flughafen-Tower, 2007

Im Terminal befinden sich neben einem Duty-free-Shop ein Internetcafé, mehrere Souvenir-Shops, drei Restaurants und eine Business/First-Class Lounge.
Der Flughafen ist Hauptdrehkreuz von Syrian Arab Airlines, der nationalen Fluggesellschaft von Syrien, und von Cham Wings Airlines. Weiterhin wurde der Flughafen von vielen weiteren Fluggesellschaften aus Afrika, Asien und Europa angeflogen.

## Zwischenfälle
- Am 20. August 1975 wurde um 1:13 Ortszeit (23:13 UTC am 19. August) eine Iljuschin Il-62 der tschechoslowakischen ČSA (Luftfahrzeugkennzeichen OK-DBF) auf dem Linienflug von Prag über Damaskus nach Teheran ins Gelände geflogen. Im Anflug zur Zwischenlandung in Damaskus flog die Maschine bei gutem Wetter ca. 17 Kilometer vor der Landebahn in einen Hügel. Als Ursache werden Fehler bei der Einstellung der Höhenmesser für möglich gehalten. Bei diesem CFIT (Controlled flight into terrain) wurden 126 der 128 Personen an Bord getötet, darunter der polnische Theaterregisseur Konrad Swinarski (siehe auch ČSA-Flug 540).[14]

- Am 23. März 1978 flog eine Tupolew Tu-154 der Balkan Bulgarian Airlines (LZ-BTB) beim Anflug auf den Flughafen Damaskus 23 Kilometer nordöstlich davon in bergiges Gelände. Alle 4 Besatzungsmitglieder, die einzigen Insassen, kamen ums Leben.[15]